# Referendo da Carta de Unidade Nacional no Burundi em 1991
Burundi realizou um referendo em 9 de fevereiro de 1991, em que eleitores foram questionados se eram a favor ou contra o projeto da "Carta de Unidade Nacional". 

## A Carta
A 'Carta de Unidade Nacional' destinava-se a abolir formalmente a discriminação étnica e a permitir a criação de uma nova Constituição para promover o processo de democratização do país.

### Resultados
| Resultado                          | Votos     | %      |
| ---------------------------------- | --------- | ------ |
| Votos Sim                          | 1,876,958 | 89.77  |
| Votos Não                          | 213,817   | 10.23  |
| Total (afluência: 96.2%)           | 2,090,775 | 100.00 |
| Votos inválidos                    | 13,163    |        |
| Total dos votos                    | 2,103,938 |        |
| Eleitores registrados              | 2,186,591 |        |
| Source: African Elections Database |           |        |

Na sequência da aprovação da Carta, o trabalho começou com o objetivo de elaborar uma nova Constituição. O projeto de Constituição foi aprovado em um referendo realizado em 9 de março de 1992. Foi promulgada em 13 de março de 1992.